# Жиойнш
Жиойнш (порт. Giões) — район (фрегезия) в Португалии, входит в округ Фару. Является составной частью муниципалитета Алкотин. По старому административному делению входил в провинцию Алгарве (регион). Входит в экономико-статистический субрегион Алгарве, который входит в Алгарве. Население составляет 307 человек на 2001 год. Занимает площадь 65,95 км².

## История
Древность человеческой жизнедеятельности на территории прихода Жионс является определенностью, широко задокументированной археологическими останками, обнаруженными в некоторых районах прихода, таких как Монте-Кларинс и Серро-Дас-реликвии, которые доказывают присутствие римлян и мусульман в деревне.
Самые старые письменные, документальные ссылки на собственно поселение относятся к шестнадцатому веку, периоду, когда деревня переживала большое процветание.
В 1554 году, то есть во время развития, население Гионаса достигло двухсот двадцати жителей. В 1862 году приходская статистика показывает 296 пожаров и 1014 жителей. В 1869 году португальская Chorographia П. Карвалью во втором издании ссылается на Giónos количество 283 пожаров. Перепись 1890 года указывает на количество 308 пожаров и 980 жителей. В 1900 году новая перепись показывает 948 человек в 289 домах, в 1911 году было зарегистрировано 985 жителей и 297 жилищ, в 1920 году количество пожаров составляло 276, а жителей-921. Вторая ссылка 1920 года указывает на 299 пожаров и 1103 жителей.

Старый приход Богоматери Успения Гионаса был куратом презентации епископа и принадлежал к термину Алкутим. Согласно Pine Leal, на Митре был изображен cura, который ежегодно получал четыреста восемьдесят бушелей пшеницы и шестьдесят бушелей ржи. В 1839 году поселение ГИОС появляется в комарке Тавира.